# Baltasar Carlos, Príncipe das Astúrias
Baltasar Carlos (Madri, 17 de outubro de 1629 - Saragoça, 9 de outubro de 1646) foi Príncipe das Astúrias, Príncipe de Girona, Duque de Montblanc, Conde de Cervera, Senhor de Balaguer, Príncipe de Viana e herdeiro universal de todos os reinos, estados e senhorios da monarquia hispânica até sua morte.

## Biografia
Foi filho do rei Filipe IV da Espanha e sua primeira esposa Isabel de França. Ele foi batizado em 4 de novembro de 1629 na Igreja de São João Batista em Madri. Seus padrinhos foram a Infanta Dona Maria, futura rainha da Hungria, e o Infante Dom Carlos, tios do recém-nascido. Quem o levava era Dona Inés de Zúñiga e Velasco, condessa de Olivares (esposa do conde-duque de Olivares).
A própria condessa de Olivares, que também era Camareira da rainha Isabel, serviu como governanta para o príncipe, o que levou a comentários sobre o controle que o conde-duque de Olivares teve sobre o herdeiro.
Em 7 de março de 1632, ele prestou juramento perante a nobreza e as Cortes de Castela como "Herdeiro de Sua Majestade [e] Príncipe desses reinos de Castela e Leão, e o restante desta Coroa a eles sujeitos, unidos, incorporados e pertencentes a ele" em uma cerimônia realizada na Igreja de San Jerônimo, em Madri.
Ao chegar a adolescência, logo começaram os esforços diplomáticos para a encontrar uma futura esposa para o príncipe, sendo escolhida a arquiduquesa Maria Ana da Áustria, filha do imperador Fernando III e sua tia paterna, a Infanta Maria Ana, sendo Maria Ana, portanto, sua prima em primeiro grau.
Após a revolta catalã de 1640, Filipe IV tentou conquistar os aragoneses para conseguir dinheiro e homens para a nova frente de guerra. Uma das medidas tomadas para esse fim foi fazer com que o príncipe Baltasar Carlos fosse empossado como príncipe herdeiro do Reino de Aragão. O juramento foi feito em 20 de agosto de 1645, quando o príncipe tinha dezesseis anos, na Catedral de El Salvador, em Saragoça. Assim, Baltasar Carlos tornou-se príncipe de Gerona, governador-geral de Aragão, duque de Montblanc, conde de Cervera e senhor da cidade de Balaguer. Por sua parte, em 13 de novembro do mesmo ano, Baltasar Carlos foi jurado herdeiro das Cortes de Valencia.
Em abril de 1646, Filipe IV, desejoso de que seu filho fosse jurado herdeiro da coroa pelos navarros, como no ano anterior havia sido pelos aragoneses, mudou-se com ele de Madri para Pamplona, onde, depois de se reconhecer as leis do reino navarro, essa cerimônia foi celebrada solenemente em 3 de maio.

## Morte
Após o ato, a família real se mudou para Saragoça. Em 5 de outubro, na véspera do segundo aniversário da morte da rainha Isabel de Bourbon, Filipe IV e Baltasar Carlos assistiram missas sua memória. Naquela mesma tarde, o príncipe sentiu-se doente e no dia seguinte, sábado, 6 de outubro, teve que ficar na cama enquanto o rei comparecia ao funeral. A doença, varíola,  foi devastadora. Assim, na terça-feira, 9 de outubro, às oito da manhã, o arcebispo de Saragoça administrou a extrema-unção. Dizem que o Santíssimo Foi exibido até as três da tarde, quando uma procissão geral foi feita no convento de Jesus, onde a Virgem de Cogullada havia sido levada e levada processionalmente ao altar de La Seo (sé), onde ela se cercou de velas e orações. Às nove horas da noite, o príncipe Baltasar Carlos morreu. Seus restos mortais permaneceram em Saragoça até a noite de 16 de de outubro, quando foram transferidos para o Mosteiro de São Lorenzo de El Escorial.

## Consequências da morte de Baltasar Carlos
A morte do príncipe deixou a monarquia sem um herdeiro masculino direto, o que causou uma grave crise dinástica (o único herdeiro possível que foi deixado vivo foi a Infanta Maria Teresa) e mergulhou o rei em profunda angústia, como observado em carta escrita à sua conselheira espiritual, irmã Maria de Jesus de Ágreda:
"As orações não moveram o espírito de Nosso Senhor pela saúde de meu filho que desfrutava de sua glória. Não deveria ter sido adequado para ele ou para nós. Estou no estado que você pode julgar, porque perdi meu filho único, do modo que você o viu. [...] confesso que nesse estado que eu estou não sei se é sonho ou verdade o que acontece para mim". 
Esta carta mostra a dor e o desespero de Filipe IV que, em apenas cinco anos, havia perdido seu irmão mais novo, o cardeal-infante Dom Fernando, sua esposa, Isabel da França e seu único filho e herdeiro universal, o príncipe Baltasar Carlos.
Após a morte de Baltasar Carlos, Filipe IV foi forçado a se casar novamente para dar continuidade à dinastia. A escolhida foi a noiva do príncipe falecido e sua sobrinha, como filha de sua irmã Maria Ana, a arquiduquesa Maria Ana da Áustria.
Os discursos sobre a necessidade de uma esposa para Filipe IV começaram logo após morte de Baltasar Carlos, dada a urgência da questão sucessória. Razões políticas e estatais, bem como físicas ou naturais, e que poderiam ser resumidas na "capital dinástica" e na maturidade sexual, determinaram que a nova esposa do rei deveria ser a jovem arquiduquesa, que na época só tinha doze anos de idade.
Em janeiro de 1647 Filipe IV emitiu um decreto e resolveu casar com Maria Ana da Áustria. O casamento ocorreu no dia 07 outubro de 1649 em Navalcarnero,contando o noivo com quarenta e quatro anos e a noiva quinze. Vários filhos nasceriam desse casamento, dos quais apenas a infanta Margarida Teresa, e o futuro Carlos II sobreviveriam.

## Baltasar Carlos e as artes
A figura do príncipe Baltasar Carlos resistiu ao longo do tempo graças aos retratos que Velásquez fez dele.

Baltasar Carlos exercitou sua equitação desde tenra idade, como refletido nos diversos retratos equestres pintados por Velásquez, e também manejou armas de fogo com habilidade surpreendente; Os cronistas citam que em 1638, quando ele então tinha nove anos, matou um javali nas montanhas de El Pardo e, alguns meses depois, um touro durante as celebrações no Palácio do Bom Retiro. 
- Baltasar Carlos com um anão da corte, por Velásquez, 1631.
- Retrato do príncipe Baltasar Carlos, por Diego Velásquez.
- Príncipe Baltasar Carlos a cavalo, por Velásquez.
- Príncipe Baltasar Carlos como caçador, por Velzquez.
- O príncipe retratado por Juan Bautista Martínez del Mazo.
- A lição de equitação do príncipe Baltasar Carlos, por Velásquez. Além do príncipe, estão na pintura retratados o conde-duque de Olivares(À direita) e o Rei Filipe IV com sua esposa, Isabel de Bourbon(Na varanda).
- Por Diego Velásquez.
- Retrato do príncipe Baltasar Carlos, Atribuído a Juan Bautista Martínez del Mazo.